# آسیاب آبگرم
آسیاب آبگرم مربوط به دوره صفوی است و در شهرستان قیروکارزین، بخش افزر، دهستان افزر، کیلومتری ۵ جاده روستای آبگرم به خنج، سمت راست جاده داخل باغات واقع شده و با شمارهٔ ثبت ۲۶۶۴۳ به‌عنوان یکی از آثار ملی ایران به ثبت رسیده است.